# Charles Errard
Charles Errard, né à Nantes en 1606 et mort à Rome en 1689, est un peintre, graveur et architecte français.

## Biographie
Charles Errard est le fils de Jeanne Crémé et de Charles Errard dit l'Ancien, peintre et architecte dont il fut l'élève,,. En 1627, il suit son père et son frère Paul Errard en Italie et rencontre Claude Gellée et Roland Fréart de Chambray,.
De retour à Paris, il est présenté à Sublet de Noyers, qui lui accorde une pension pour retourner à Rome où il fréquenta l'atelier de Poussin. Au printemps 1640, Roland Fréart de Chambray et son frère se rendent à Rome sur ordre de Sublet de Noyers pour faire venir en France des artistes résidant à Rome, en particulier Nicolas Poussin. Ils sont également chargés de rapporter des copies d'œuvres d'art antique,. C'est ainsi que Charles Errard est désigné par Sublet de Noyers comme « éclaireur » et dessine pour eux 40 dessins pour de grandes gravures sur cuivre et 8 vignettes.
Il peint Saint Paul recouvre la vue, May de Notre-Dame de Paris 1645 ; cette toile est désormais considérée comme perdue.
Peintre de Louis XIV, Charles Errard sera l'un des douze fondateurs de l'Académie royale de peinture et de sculpture.
Il deviendra le premier directeur de l'Académie de France à Rome, en 1666 jusqu’en 1672, puis de 1675 à 1684.

## Œuvres

### Tableaux
| Image | Titre                                                    | Technique                    | Date           | Commentaire | Lieu de conservation                     | N° de catalogue raisonné (Coquery, 2013) |
| ----- | -------------------------------------------------------- | ---------------------------- | -------------- | ----------- | ---------------------------------------- | ---------------------------------------- |
|       |                                                          |                              |                |             |                                          |                                          |
|       | Renaud quittant Armide                                   | Huile sur toile 236 x 281 cm | vers 1640      |             | Bouxwiller, musée du pays de Hanau       | P1                                       |
|       | Tancrède et Herminie                                     | Huile sur toile 240 x 240 cm | vers 1645      |             | Collection particulière                  | P2                                       |
|       | Saint Paul guéri par Ananie                              | Huile sur toile              | 1645           |             | Localisation actuelle inconnue           | P3                                       |
|       | La Force soumise à la Justice                            | Huile sur bois 171 x 93 cm   | vers 1645      |             | Fontainebleau, musée national du château | P4                                       |
|       | Énée emenant Anchise et Ascagne loin de Troie en flammes | Huile sur toile 145 x 108 cm | vers 1645-1655 |             | Dijon, musée des Beaux-Arts              | P5                                       |
|       | L'Histoire écrivant sur les ailes du Temps               | Huile sur toile 97 x 79 cm   |                |             | Lausanne, musée cantonal des Beaux-Arts  | P6                                       |

- musée Magnin : Vénus et Adonis, attribution[10]

### Estampe
- Rennes, musée des Beaux-Arts :
  - Portrait de Charles I Errard, eau-forte[11] ;

### Architecture
- Paris, église Notre-Dame-de-l'Assomption.

### Décor
- Paris, 

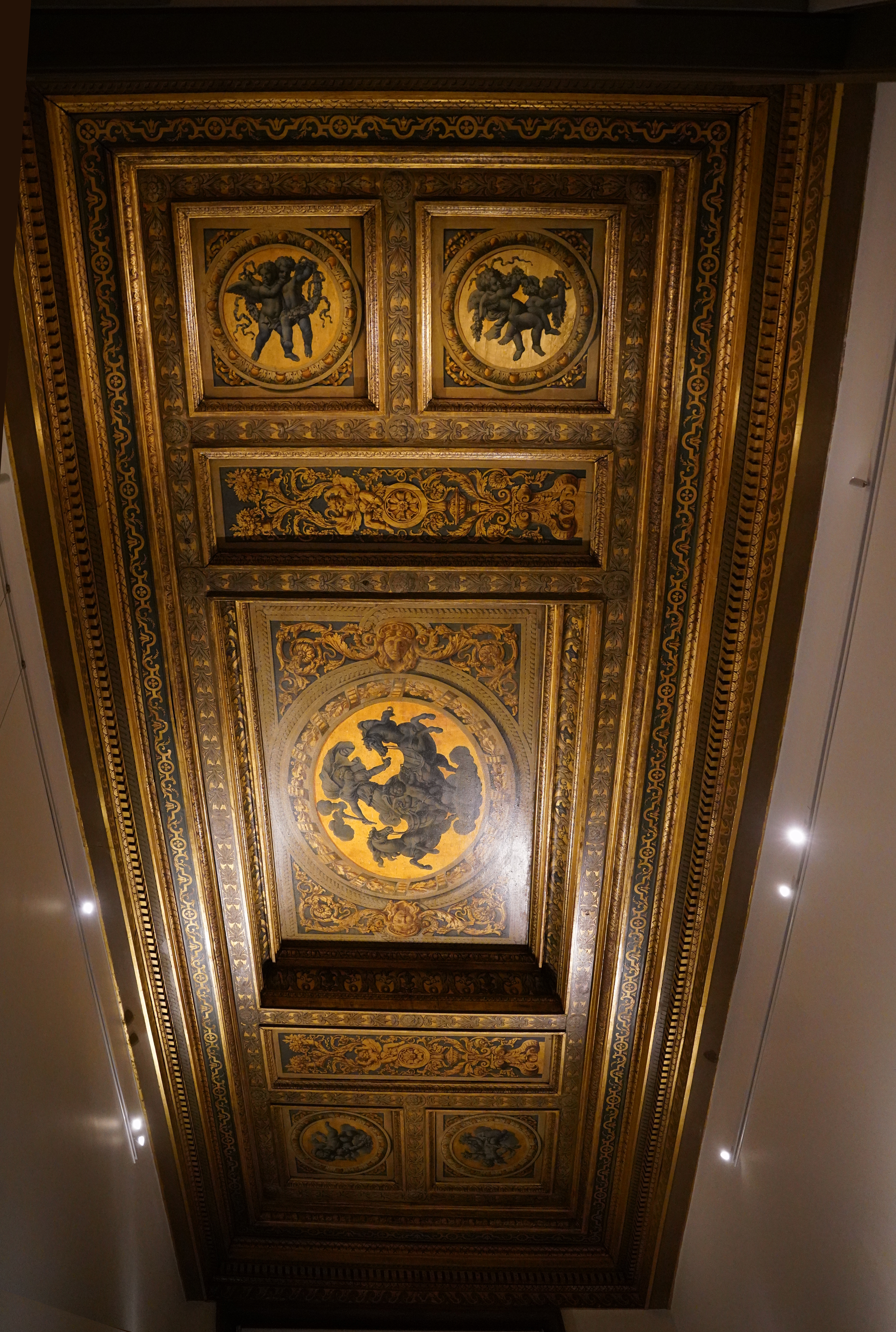
Plafond de l'hôtel de Chavigny.

  - Louvre : direction du décor de la rotonde de Mars et du grand salon de l'appartement d'été d'Anne d'Autriche (rez-de-chaussée, aile Denon), aidé par les sculpteurs Gaspard et Balthazar Marsy et Thibaud Poissant[12].
  - musée Carnavalet, plafond de l'Hôtel de Chavigny.

### Dessin
Charles Errard effectue trois voyages à Rome où il se consacre à l'étude des antiquités, aboutissant à une production essentiellement dessinée. 
- Paris, Beaux-Arts de Paris :
  - Méléagre, vu de face, sanguine, 43,5 × 25,2 cm[13],[14].
  - Hercule Farnèse, vu de profil, sanguine, 43,5 × 25,2 cm[13],[15].
  - Hercule Farnèse, vu de face, sanguine, 43,5 × 25,2 cm[13],[16].
  - Vénus Médicis, vue de face, sanguine, 43,5 × 25,2 cm[13],[17].

## Famille
- Maximilien Errard, notaire de Bar marié à Claudon Collet
  - Hector Errard (vers 1538-1611) marié à Claudon Mouzin ou Mangin,
    - Jean Errard, marié à Paris avec Catherine Bangard (ou Baugard)
      - Jean Errard marié à Marguerite Maignan, sans descendance. Il réside au château de Tichocourt, à Montmirail,
      - Madeleine Errard marié à Bernard Giro de Merles, écuyer, seigneur de la Coste

    - Charles Errard l'Ancien (Bressuire, 1570-1630), peintre, ingénieur militaire à Nantes, marié à Jeanne Cremé,
      - Charles Errard (Nantes, 1606-Rome, 1689), peintre, membre de l'Académie royale de peinture et de sculpture en 1648, marié en premières noces avec Marie de la Rue, en secondes noces, à Paris, en 1675 avec Marie Marguerite Goy,
      - Paul Errard (1609-1679) marié en premières noces, en 1629, avec Marguerite Eturmy (1605-1636) dont il a eu une fille, puis trois autres mariages, le cinquième mariage avec Claude Durand,
      - Anne Errard (†1652) mariée en 1620 avec Jérôme Bachot[18] (1588-1635), ingénieur géographe du roi. En 1621, commissaire architecte des fortifications de Bretagne,
        - Thomas Bachot (1630- )
        - Charlotte Bachot

    - Auguste Alexis (ou, par erreur, Antoine) Errard (avant 1568- ), ingénieur du roi. Le 13 mars 1612, Claude Chastillon lui donne une commission pour faire des travaux dans plusieurs places du royaume, notamment en Champagne, marié en premières noces avec Geneviève Bacher, et en secondes noces, en 1613, avec Claudin Busselot

  - Jean Errard (Bar-le-Duc, 1554-Sedan, 1610), ingénieur militaire, marié à Barbe de Reince (ou de Reims ou de Rains)
    - Maximin Errard (†1607), ingénieur militaire, mort en enclouant des canons ennemis,
    - Abdias Errard, écuyer, marié en 1623 avec Ide d'Ourches, fille de Louis d'Ourches, seigneur de Broussey,
      - Barbe Errard, religieuse,
      - Louis Errard, seigneur de Delouze et de Broussey, marié en 1600 avec Jeanne de La Mothe, marié en premières noces avec Anne de La Forge, en deuxièmes noces en 1711 avec Catherine Rouyer, en troisièmes noces en 1713 avec Marguerite-Bonne Massy (1689- )
        - Claude-François Errard, né son deuxième mariage, capitaine d'infanterie, marié en 1749, avec Françoise-Sophie de Magnanville
          - Louis-François Errard, mort jeune en service

        - Louis-Léopold Errard (1726-1756), né du troisième mariage, capitaine dans le régiment de Hainaut, blessé à la bataille de Fontenoy, blessé au cours de l'escalade de la redoute de la Reine à Port-Mahon à la bataille de Minorque (1756), marié en 1769 avec Marie Jeanne Antoinette de Cheppe,
          - Marie-Sophie Errard (1770-1774),
          - Marie-Françoise Errard (1775-1835) mariée en 1802 avec Gaspard de Billaut (1764-1849)
          - François d'Errard (1777-1851), École polytechnique (promotion 1798), colonel du génie, mort célibataire. Dernier descendant mâle de Jean Errard.

        - Louis Errard (Jaillon, 1666- ), capitaine de cavalerie
        - Nicolas Errard (Jaillon, 1667- ) militaire, a eu trois enfants sans descendance

    - Barbe Errard

  - Marthe Errard mariée à Michel Bouvet (ou Bonnet) (†1626), conseiller du duc de Lorraine
  - Françoise Errard (†1610) mariée en 1581 avec Jacques de Thionville (†1610)
  - Diane Errard